# Koče - Muta
Koče - Muta nemško Kötschach-Mauthen) je trška občina  v Gornji Ziljski dolini v  okraju Šmohor na avstrijskem Koroškem.

## Geografija

### Geografska lega
Občina leži 34 km zahodno od Šmohorja na stičišču med Gornjo Ziljsko dolino  in Lesno dolino. Tu je izhodišče cest na sever preko Ziljskogorskega sedla (prelaza) (Gailbergsattel, na jug preko prelaza Plöckenpass v Karnijskih alpah proti Furlaniji, na zahodu v Lesno dolino na Maria Luggau in na Sillian na Vzhodno Tirolsko, in proti vzhodu preko Šmohorja na Podklošter. 

### Naselja v občini
Občina Koče - Muta je sestavljena iz štirih katastrskih občin: 
- Kotje (nemško Kötschach),
- Muta (nemško Mauthen),
- Srejah (nemško Strajach),
- Bumlje (nemško Würmlach).

Občina obsega naslednjih 31 naselij (v oklepaju prebivalstvo na 31. oktober 2011):
| - Aigen (17) - Buchach (7) - Dobra (9) - Dolniče (Dolling) (8) - Gailberg (4) - Gentschach (22) - Gratzhof (13) - Höfling (25) - Kosta (12) - Kotje (Kötschach) (1.545) - Rut(e) (Kreuth) (73) - Kreuzberg (11) - Krieghof (9) - Kronhof (15) - Laz (Laas) (215) - Klanec (Lanz) (11) | - Mahlbach (14) - Mandorf (28) - Muta (Mauthen) (739) - Nischlwitz (8) - Passau (3) - Plöcken (0) - Plon (13) - Podlanig (38) - Št. Jakob v Lesni dolini (Sankt Jakob im Lesachtal (81) - Sittmoos (18) - Srejah (Strajach) (83) - Weidenburg (60) - Wetzmann (21) - Würda (0) - Bumlje (Würmlach) (315) |

## Zgodovina
Območje občine je bilo poseljeno že  v 2. stoletju pred našim štetjem. Na Bumeljski planini  (Würmlach Alm) je bila najdena Venetska  kamnita plošča z napisom iz tistega časa, kar je eden od najstarejših spomenikov v Avstriji. Preko prelaza Plöckenpass je vodila rimska cesta,  in na območju današnjega naselja Muta je bilo rimsko naselje imenovano "Loncium". Od te rimske glavne postaje je ostal vse do leta 1886 opazovalni stolp na »Plöckner Rain«.  Nadaljnja izkopavanja na hribu Marije Snežne in  temelje lokalne romarske kapele so razkrila ostanke obzidja, ki lahko prihaja tudi iz antičnega Loncium. Ime Muta oz. Mauthen izvira staronemškega izraza "muta" = cestnine ali mitnina, in to je izposojena beseda iz gotske "mota" = carina.
V srednjem veku je regiji  izkopavanje železove rude, zlata, srebro in svinca  omogočilo gospodarski razcvet. Večina današnjih vasi je bila prvič omenjena  že v srednjem veku: Muta 1276 Courtier 1300 Koče 1308 Podlanik 1374 Bumlje 1374 in 1376. V 16. stoletju Št. Jakob sledi Laz (1510), Mandorf (1521) in Gentschach (1590). Že leta 1319 je bilo deželno sodišče preseljeno v Muto, kar je dokaz, da je bil kraj v tistem času zelo pomemben.
Dne 20. junij, 1478 je turškim konjenikom pod vodstvom Omar Ben Bekr-a uspel prodor v zgornjo Ziljsko dolino in zavzel tamkajšnje kraje, Koče pa so požgali. Leta 1485 je škof Pietro Caorle potoval preko Plöckenpass in v imenu oglejskega patriarha v Ziljski dolini in v vzhodnem Tirolskem uveljavljal svoje škofovske funkcije. Njegov spremljevalec Paolo Santonino omenja v svojih popotnih  dnevnikih, da je škof večkrat prenočil  "v prelepem kraju Muta".
Cesar Karel V. Habsburški je kraju Muta podelil trške pravice 25. marca 1524 in odobril grb. Grb prikazuje ranjenega medveda v modro rumenem polju.
Leta 1618 je velik požar uničil številne zgradbe in številne dragocene dokumente, ki so se nanašali na kraj.  Od 1525 je Gornja Koroška pripadla grofiji Ortenburg; in vse do leta  1848 so jo upravljali  knezi Porcia. Grofje Ortenburški so v okrožju Hammerle postavili plavž in leta 1714 je tam Wetzmann  imel železarsko proizvodnjo. 
Leta 1809 so Napoleonove čete prišle preko prelaza Plöckenpass  do Mute in priključile celotno Zgornjo Koroško k ustanovljenim  Napoleonovim Ilirskim provincam. Leta 1813 so se Francozi umaknili. Leta 1823 so Koče prizadele izredno visoke poplave. Večji požari prizadenejo Koče leta 1886 in 1902, Muto pa leta 1903. 

V prvi svetovni vojni je Muta zaradi bližine prelaza Plöckenpass bila najbližje oskrbovalno mesto ter imela številne terenske bolnice. Muta je bila bombardirana od italijanske artilerije kar 34 krat, podobno Koče in drugi bližnji kraji. Zaradi vstopa Italije v vojno je prišlo do izgradnje Ziljske železnice preko Šmohorja do Koč - Mute, ki je bila končana leta 1916. V počastitev desete obletnice  Koroškega plebiscita iz leta 1920 so bile leta 1930 Koče uradno povzdignjene v trg.

## Prebivalstvo
Po popisu prebivalstva leta 2001 so imele Koče - Muta 3.613 prebivalcev. 89,1 % prebivalcev se je prištevalo k rimo-katolikom, 6,6 % pa evangeličanom. 

## Znamenitosti v občini
- Farna cerkev Naše ljube gospe v Kočah.[4]
- Farna cerkev Muta
- Grad Weidenburg
- Grad Mandorf
- Grad Weidenburg